# 거제여자상업고등학교
거제여자상업고등학교(巨濟女子商業高等學校)는 대한민국 경상남도 거제시 거제면 동상리에 있는 공립 고등학교이다.

## 학교 연혁
- 1977년 12월 16일 : 거제여자상업고등학교 설립인가(6학급)
- 1978년 3월 7일 : 거제여자상업고등학교 개교
- 1982년 2월 23일 : 현주소로 교사 이전
- 2008년 3월 1일 : 거제여자고등학교로 교명 변경
- 2013년 3월 1일 : 거제여자상업고등학교로 교명 변경
- 2017년 2월 2일 : 거점특성화고 지정
- 2023년 1월 6일 : 제43회 졸업식(50명, 누계 9,882명)
- 2023년 3월 1일 : 제24대 장재구 교장 취임
- 2023년 3월 2일 : 제46회 입학식(91명)

## 설치 학과
- 레저경영과
- 회계금융과
- 경영사무과
- 마케팅과

## 참고 자료
- 거제여자상업고등학교 - 한국교육학술정보원 학교알리미